# جاكوب

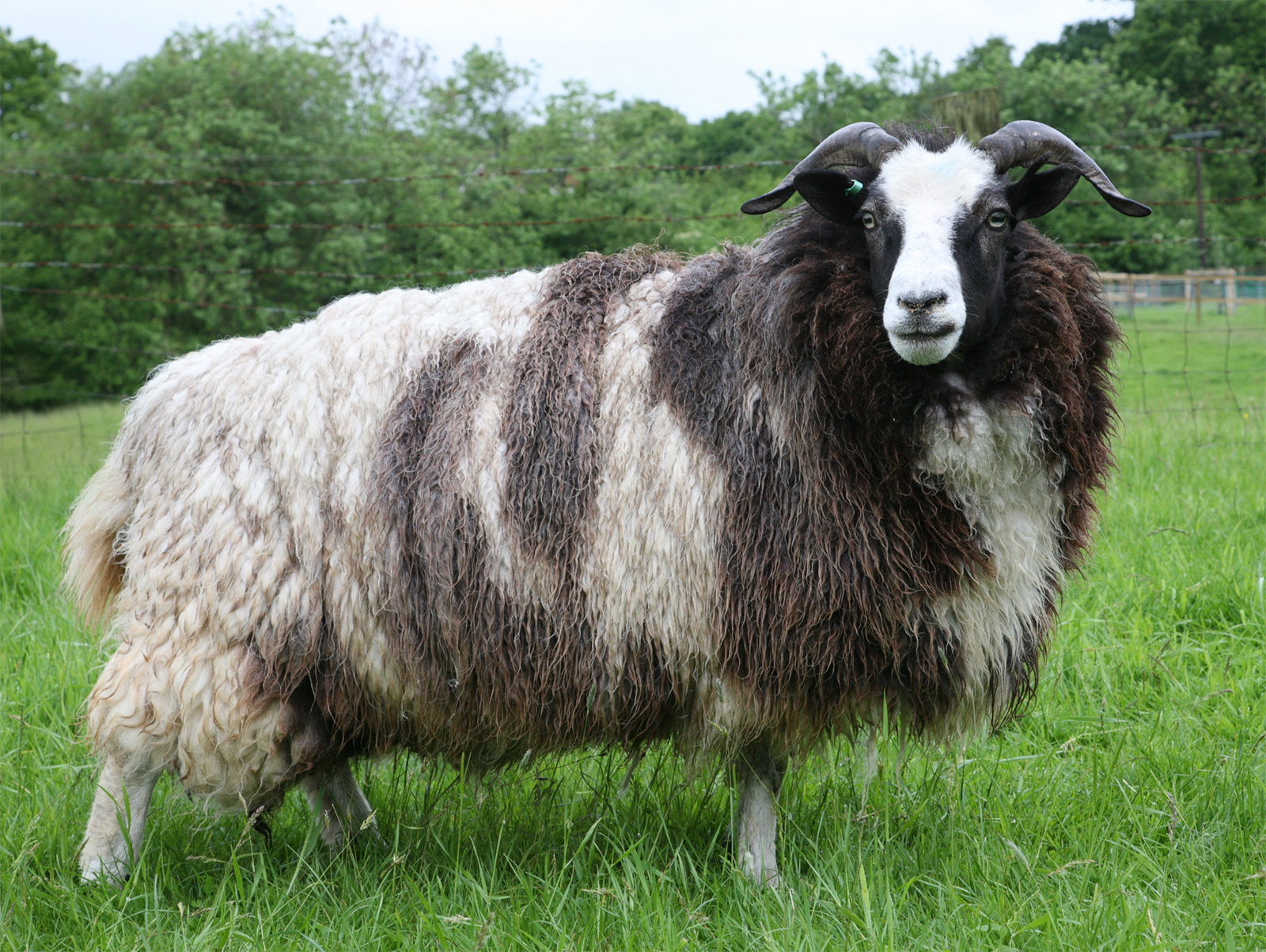
نعجة جاكوب بكامل صوفها

جاكوب (بالإنجليزية: Jacob)‏ هي سلالة أغنام بدائية متعددة القرون ذات بقع سوداء وبيضاء. تربى سلالة جاكوب من أجل صوفها، لحومها، جلودها، للزينة وكحيوانات أليفة. اٍعتبارا من عام 2009 أدرجة كسلالة مهددة بالاٍنقراض من قبل المحافظة الأمريكية لسلالات الماشية. مايعني أن السلالة «سجلت أقل من 1000 ولادة في السنة بالولايات المتحدة و مجموع عام أقل من 5000 رأس». في حين لم ير تأمين بقاء السلالات النادرة بالمملكة المتحدة أن السلالة مهددة بل هناك مايزيد عن 3000 أنثى مسجلة.